# Modesto Carone
Modesto Carone Netto (Sorocaba, 9 de fevereiro de 1937 - São Paulo, 16 de dezembro de 2019) foi um escritor, jornalista e tradutor brasileiro.
Formado em Direito e Letras pela Universidade de São Paulo (USP), Carone foi professor de literatura na Universidade de Viena (Áustria), país em que se mudou em 1965 e onde se casou com sua primeira esposa, Marilene Carone. Retornou ao Brasil em 1958 e  foi professor na Universidade Estadual de Campinas (Unicamp) e na USP.
Trabalhou ainda como jornalista e destacou-se por ser o principal tradutor brasileiro da obra de Franz Kafka, de quem já verteu toda a obra para o português, incluindo livros que não possuíam traduções anteriores, como "Carta ao Pai" e "O Castelo". Sua primeira tradução de Kafka foi lançada em 1983, nos cadernos do jornal Folha de S.Paulo, e por iniciativa de Luiz Shwarcz, lançou nos anos seguintes toda a obra do autor tcheco.
Além de tradutor também foi autor de ficção e ensaísta. Em 1997 escreveu o romance Resumo de Ana, ganhador do Prêmio Jabuti de 1999, na categoria romance.
Modesto morreu em São Paulo, em 16 de dezembro de 2019, de parada cardiorrespiratória. Deixou a segunda esposa e dois filhos: André Carone e Silvia Carone. Foi sepultado no Cemitério Horto Florestal.

## Obra
- Metáfora e montagem (1974)
- As Marcas do Real (1979)
- Aos Pés de Matilda (1980)
- Dias Melhores (1984)
- Resumo de Ana (2003)
- Lição de Kafka (2009)
- Por Trás dos Vidros (2017)